# ソリー・クレガー
ソリー・クレガー（Solly Krieger、1909年3月28日 - 1964年9月24日）は、アメリカ合衆国ニューヨーク州出身の元プロボクサー。ニューヨーク生まれ。元世界ミドル級チャンピオン。

## 略歴
1928年、デビュー。1937年には後にジョー・ルイスを苦しめたライトヘビー級王者ビリー・コンに勝ったことがある。1938年11月、アル・ホスタックに判定勝ちでNBA世界ミドル級王座を手にするが、翌1939年6月27日に行われた再戦で奪い返され、短命王者に終わった。

## 通算戦績
113戦82勝（54KO）25敗6引分け(boxrecから引用)